# Horní Dolní
Horní Dolní (slovensky Horná Dolná) je fiktivní název obce (vesnice), který obvykle buď neutrálně zastupuje obecný název obce, anebo má významové zabarvení ve smyslu malá, nevýznamná vesnice, zapadákov. Je vytvořen spojením dvou přídavných jmen, která se jednotlivě vyskytují v mnoha názvech vesnic a obcí, typicky venkovských. Skutečná obec ani vesnice tohoto jména neexistuje.

## Příklady použití

### Zástupné označení obce ve formulářích a dokumentech
- Ústav územního rozvoje ve vzorech vyplnění formulářů žádostí podávaných v rámci územního rozhodování a dalších příkladech jako název obce i název katastrálního území uvádí Hornídolní s fiktivním PSČ 444 00[1] (nejpodobnější PSČ začínající 440 a 441 spadají do okresů Louny a Chomutov).
- Na webu Rodina u soudu[2] a na vzorových dokumentech na stránce MUDr. Zbyňka Mlčocha[3] jsou ve vzorových formulářích žádosti o rozvod fiktivní manželé Hudlajzovi situováni do č. p. 123 v Horní Dolní v okrese Semily.
- Obec Horná Mičiná použila název Horná Dolná v ukázkovém textu na svých webových stránkách jako příklad služby poskytování informací o cestovním ruchu.[4]

### Fiktivní místa v uměleckých dílech
- Horní Dolní je název 190. dílu komiksu Mourrison v internetové verzi časopisu ABC, z 24. 9. 2009.[5][6] Děj se odehrává na nádraží s názvem „Horní Dolní“, které je vybaveno staniční budovou, značně zanedbaným úklidem, funkčním nádražním rozhlasem a mechanickými návěstidly a má do něho přijet vlak z Kojetína, Postoupek, Kroměříže, Hulína, Třebětic, Všetul, Holešova, Dobrotic, Hlinska pod Hostýnem a Osíčka (uvedené stanice odpovídají reálné trati 303, Horní Dolní tedy polohou odpovídá stanici Rajnochovice či některé z následujících stanic a zastávek směrem k Valašskému Meziříčí).
- Horní, Dolní je název písně Jana Nedvěda, která je 14. písní na albu „Pasáček hvězd“ Jana a Františka Nedvědů z roku 1996. Píseň obsahuje v refrénu text „Horní, Dolní, ze Skoronic koně vedou…“
- Blázen z Horní Dolní je nenáročný román Emy Řezáčové situovaný do krušnhorského pohraničí, který vydalo nakladatelství Československý spisovatel v roce 1983
- Název Horní Dolní použila také skupina Epydemye v textu písně Trumpeta na albu Kotlina z roku 2015.

### Označení skutečné lokality
- Skupina z horní dolní a dál na jih je hudební skupina z Horní a Dolní Bečvy („dál na jih“ označuje Slušovice) založená roku 1998.[7]
- V Hanspaulské lize Pražského svazu malého fotbalu hraje klub Masařky z horní dolní.[8] Z webu ligy se však nedá odvodit, k jakému místu tento název odkazuje.

### Blb či babička z Horní Dolní
- Poté, co první místopředseda ODS David Vodrážka vznesl v rozhovoru pro Frekvenci 1, určeném k odvysílání 3. října 2009, kvůli zrušeným předčasným volbám nárok na uhrazení volební kampaně státem, se 1. října večer předseda strany Mirek Topolánek od tohoto výroku distancoval mimo jiné slovy: „Prostě říkám, že to ODS neudělá! To byste příště mohli citovat blba z Horní Dolní a vydávat jeho slova za názor ODS.“[9] „Občanské sdružení Stodůlky Háje“ zastoupené Liborem Jirků následně zaslalo Mirku Topolánkovi dopis, v němž po něm požadovalo, aby odmítl souvislost mezi 'Horní Dolní‘ a Prahou 13 (jejímž starostou Vodrážka byl) anebo souvislosti Prahy 13 s blbem. Podle Libora Jirků je kvůli výroku ohrožena "dlouho budovaná prestiž občanských sdružení na Praze 13“, především však cena bytů a pozemků, která citovaným výrokem může klesnout.[10] Označení Blb z Horní Dolní se ujalo jako srozumitelná přezdívka starosty Davida Vodrážky.[11][12][13]
- V říjnu 2022 se ministerstvo dopravy České republiky vypořádalo s námitkami v odvolání Ředitelství silnic a dálnic proti zamítnutí dokumentace k územnímu řízení ohledně stavby silničního tunelu u Benešova: „Pokud jde o odvolací námitku týkající se nedostatečného poučení ze strany krajského úřadu a rozporu rozhodnutí s legitimním očekáváním odvolatele, pak Ministerstvo dopravy uvádí následující. Jeden z největších státních investorů, který disponuje odborným aparátem, jež dalece přesahuje možnosti „běžných“ účastníků řízení, který se téměř ve všech řízeních nechává zastupovat odbornými společnostmi vykonávajícími inženýring nebo advokacii… opravdu není účastníkem řízení ala „babička z Horní Dolní“, kterého je nezbytné s ohledem na složitost řízení dle stavebního zákona podrobně, důkladně a dlouze poučovat. Poučení krajského úřadu týkající se doplnění žádosti tak byla zcela přiměřená poměrům odvolatele.“[14]